# Guan Daogao
Guan Daogao, död efter 1319, var en kinesisk kalligraf, diktare och målare. Hon var berömd i det dåtida Kina. Hennes yngre syster, Guan Daosheng, var också en berömd målare under samtiden. 